# Пам'ятник заздрості
Пам'ятник заздрості - скульптура, розташований на міській набережній м.Бердянськ Запорізької області. Пам'ятник складається із бронзової жаби вагою 250 кг, що розміщена на гранітному постаменті висотою 80 см.

## Концепція пам'ятника
На постаменті зображена жаба, що палить цигарку, на шиї у неї масивний ланцюг, в лапах мобільний телефон, а з кишені видно банкноти. Всією вагою вона тисне на чотирьох людей, голови яких всипані монетами. Зображені лиця страждають від одного з семи смертних гріхів, про що свідчить табличка "заздрість - гріх". 

## Історія пам'ятника
Пам'ятник був встановлений у жовтні 2007 р. на набережній м. Бердянськ. Автором став місцевий художник-монументаліст Микола Мироненко. Скульптура була відлита на бердянському заводі "Південгідромаш". 